# PSA World Tour der Damen 2018/19
Die PSA World Tour der Damen 2018/19 umfasst alle Squashturniere der Damen-Saison 2018/19 der PSA World Tour. Sie begann am 1. August 2018 und endete am 31. Juli 2019. Die nach dem Monat sortierte Übersicht zeigt den Ort des Turniers an, dessen Namen, das ausgeschüttete Gesamtpreisgeld, sowie die Siegerin des Turniers. In der abschließenden Tabelle werden sämtliche Turniersiegerinnen nach der Menge ihrer Titel aufgelistet. Dabei ist es nicht relevant, welche Wertigkeit die von der Spielerin gewonnenen Turniere besaßen, auch wenn eine entsprechende Erfassung erfolgt.
Die Struktur der World Tour wurde von der Professional Squash Association vor Saisonbeginn maßgeblich überarbeitet: die bisherige Einteilung in die Kategorien Challenger, International und World Series wurde abgeschafft. Die unterklassigen Turniere waren zwar weiterhin Challenger-Turniere, deren Preisgeld aber nun bis 30.000 US-Dollar reichte und nicht mehr wie zuvor bis 15.000 US-Dollar. Sie alle zusammen bildeten fortan die PSA Challenger Tour. Die bisherigen Turniere der International-Kategorie wurden unterteilt in die Kategorien PSA World Tour Bronze, PSA World Tour Silver und PSA World Tour Gold, die Turniere der PSA World Series waren fortan Turniere der Kategorie PSA World Tour Platinum. Auch die PSA World Series Finals wurden umbenannt in PSA World Tour Finals. Parallel dazu gab es keine Qualifikationsrunden mehr, die Teilnehmerfelder der Hauptrunde waren stattdessen größer.
Die Saison 2018/19 bestand aus 68 bestätigten Turnieren. Deren Gesamtpreisgeld betrug 2.726.400 US-Dollar.

## Tourinformationen

### Anzahl nach Turnierserie
| Turnierserie | WM | Finals | Platinum | Gold | Silver | Bronze | Ch 30 | Ch 20 | Ch 10 | Ch 5 |
| ------------ | -- | ------ | -------- | ---- | ------ | ------ | ----- | ----- | ----- | ---- |
| Anzahl       | 1  | 1      | 5        | 3    | 2      | 4      | 2     | 8     | 16    | 26   |
| Gesamt       | 1  | 6      | 6        | 9    | 9      | 9      | 52    | 52    | 52    | 52   |

## Turnierplan

### August
| Datum         | Ort           | Turnier                    | Preisgeld | Siegerin       |
| ------------- | ------------- | -------------------------- | --------- | -------------- |
| 01.08.–05.08. | Melbourne     | Australian Open 2018       | $ 11.000  | Low Wee Wern   |
| 06.08.–11.08. | Pretoria      | Growthpoint SA Open 2018   | $ 5.500   | Farida Mohamed |
| 10.08.–12.08. | Melbourne     | Squash Melbourne Open 2018 | $ 5.500   | Vanessa Chu    |
| 30.08.–02.09. | Coffs Harbour | North Coast Open 2018      | $ 5.500   | Christine Nunn |

### September
| Datum         | Ort           | Turnier                                               | Preisgeld | Siegerin          |
| ------------- | ------------- | ----------------------------------------------------- | --------- | ----------------- |
| 04.09.–09.09. | Nantes        | Open International de Squash de Nantes 2018           | $ 18.000  | Nele Gilis        |
| 05.09.–09.09. | Shanghai      | J.P. Morgan China Squash Open 2018                    | $ 120.500 | Raneem El Weleily |
| 10.09.–14.09. | Islamabad     | Pakistan International Squash Tournament Women’s 2018 | $ 11.000  | Rowan Elaraby     |
| 18.09.–22.09. | London        | Nash Cup 2018                                         | $ 18.000  | Emily Whitlock    |
| 18.09.–22.09. | Hongkong      | Queclink HKFC International 2018                      | $ 28.000  | Annie Au          |
| 27.09.–02.10. | San Francisco | Oracle Netsuite Open 2018                             | $ 88.000  | Sarah-Jane Perry  |

### Oktober
| Datum         | Ort           | Turnier                                                     | Preisgeld | Siegerin          |
| ------------- | ------------- | ----------------------------------------------------------- | --------- | ----------------- |
| 06.10.–13.10. | Philadelphia  | FS Investments U.S. Squash Open Championships 2018          | $ 169.000 | Raneem El Weleily |
| 13.10.–17.10. | Lahore        | Punjab International Men and Women Squash Championship 2018 | $ 5.500   | Mélissa Alvès     |
| 17.10.–21.10. | New York City | Carol Weymuller Open 2018                                   | $ 51.250  | Nour El Tayeb     |
| 18.10.–21.10. | Gold Coast    | Q Open 2018                                                 | $ 5.500   | Low Wee Wern      |
| 29.10.–02.11. | Kairo         | CIB Wadi Degla Squash Tournament 2018                       | $ 11.000  | Zeina Mickawy     |

### November
| Datum         | Ort        | Turnier                                               | Preisgeld | Siegerin         |
| ------------- | ---------- | ----------------------------------------------------- | --------- | ---------------- |
| 01.11.–04.11. | Ottawa     | JC Women’s Open 2018                                  | $ 11.000  | Samantha Cornett |
| 12.11.–17.11. | Sarnia     | Simon Warder Memorial Prostate Cancer Tournament 2018 | $ 11.000  | Samantha Cornett |
| 14.11.–18.11. | Frick      | 2nd PWC Open 2018                                     | $ 5.500   | Menna Hamed      |
| 15.11.–18.11. | Providence | Rhode Island Open 2018                                | $ 5.500   | Olivia Fiechter  |
| 19.11.–25.11. | Hongkong   | Everbright Sun Hung Kai Hong Kong Squash Open 2018    | $ 164.500 | Joelle King      |
| 20.11.–24.11. | Karatschi  | DHA Cup International Squash Championship 2018        | $ 5.500   | Farida Mohamed   |
| 27.11.–01.12. | Singapur   | Singapore Open 2018                                   | $ 5.500   | Low Wee Wern     |
| 27.11.–02.12. | Karatschi  | Golootlo Pakistan Open Squash Championships 2018      | $ 18.000  | Yathreb Adel     |
| 28.11.–01.12. | Créteil    | Val de Marne 2018                                     | $ 5.500   | Mélissa Alvès    |

### Dezember
| Datum         | Ort         | Turnier                         | Preisgeld | Siegerin       |
| ------------- | ----------- | ------------------------------- | --------- | -------------- |
| 03.12.–07.12. | Monte Carlo | Monte-Carlo Squash Classic 2018 | $ 18.000  | Laura Massaro  |
| 12.12.–16.12. | Riccione    | Internazionali D’Italia 2018    | $ 5.500   | Lisa Aitken    |
| 12.12.–16.12. | London      | London Open 2018                | $ 11.000  | Fiona Moverley |
| 17.12.–21.12. | Helsinki    | Remeo Ladies Open 2018          | $ 5.500   | Lisa Aitken    |

### Januar
| Datum         | Ort           | Turnier                                   | Preisgeld | Siegerin         |
| ------------- | ------------- | ----------------------------------------- | --------- | ---------------- |
| 09.01.–12.01. | Hongkong      | Contrex Squash Challenge Cup 2019         | $ 5.500   | Mélissa Alvès    |
| 16.01.–24.01. | New York City | J. P. Morgan Tournament of Champions 2019 | $ 180.000 | Nour El Sherbini |
| 24.01.–27.01. | Wilmington    | CSC Delaware Open 2019                    | $ 11.000  | Lisa Aitken      |
| 30.01.–03.02. | Edinburgh     | Edinburgh Sports Club Open 2019           | $ 11.000  | Hania El Hammamy |
| 30.01.–04.02. | Cleveland     | Cleveland Classic 2019                    | $ 51.250  | Nour El Tayeb    |

### Februar
| Datum         | Ort          | Turnier                                     | Preisgeld | Siegerin         |
| ------------- | ------------ | ------------------------------------------- | --------- | ---------------- |
| 06.02.–10.02. | Cincinnati   | Bahl and Gaynor Cincinnati Cup 2019         | $ 28.000  | Hania El Hammamy |
| 15.02.–18.02. | Philadelphia | E. M. Noll Classic 2019                     | $ 11.000  | Sabrina Sobhy    |
| 23.02.–02.03. | Chicago      | Squash-Weltmeisterschaft der Frauen 2018/19 | $ 500.000 | Nour El Sherbini |

### März
| Datum         | Ort               | Turnier                                                      | Preisgeld | Siegerin                |
| ------------- | ----------------- | ------------------------------------------------------------ | --------- | ----------------------- |
| 05.03.–08.03. | Devonshire Parish | Bermuda Open 2019                                            | $ 5.500   | Marina Stefanoni        |
| 06.03.–10.03. | Calgary           | Calgary CFO Consulting Services PSA Women’s Squash Week 2019 | $ 18.000  | Olivia Blatchford Clyne |
| 11.03.–15.03. | Kairo             | CIB Black Ball Squash Open 2019                              | $ 107.000 | Raneem El Weleily       |
| 13.03.–17.03. | Annecy            | Annecy Rose Open 2019                                        | $ 11.000  | Milou van der Heijden   |
| 13.03.–17.03. | Regina            | Queen City Open 2019                                         | $ 18.000  | Reeham Sedky            |
| 20.03.–24.03. | Skellefteå        | Cronimet Swedish Squash Open 2019                            | $ 5.500   | Kace Bartley            |
| 25.03.–29.03. | Toronto           | Slaight Music Granite Open 2019                              | $ 11.000  | Samantha Cornett        |
| 26.03.–31.03. | Dallas            | J Warren Young Memorial Texas Open 2019                      | $ 55.000  | Amanda Sobhy            |
| 29.03.–31.03. | Manchester        | Denton Associates Northern Open 2019                         | $ 11.000  | Julianne Courtice       |

### April
| Datum         | Ort          | Turnier                                                    | Preisgeld | Siegerin                |
| ------------- | ------------ | ---------------------------------------------------------- | --------- | ----------------------- |
| 01.04.–05.04. | Islamabad    | CAS International Squash Championship 2019                 | $ 11.000  | Farida Mohamed          |
| 03.04.–06.04. | St. Louis    | The Racquet Club Pro-Series 2019                           | $ 18.000  | Sivasangari Subramaniam |
| 03.04.–07.04. | Edinburgh    | Springfield Properties Scottish Squash Open 2019           | $ 11.000  | Lucy Turmel             |
| 04.04.–07.04. | Kuala Lumpur | SRAM PSA 1 2019                                            | $ 5.500   | Chan Yiwen              |
| 09.04.–13.04. | Richmond     | Richmond Open 2019                                         | $ 11.000  | Reeham Sedky            |
| 09.04.–14.04. | Eindhoven    | DPD Open 2019                                              | $ 106.000 | Raneem El Weleily       |
| 10.04.–14.04. | Macau        | Macau Open 2019                                            | $ 54.400  | Annie Au                |
| 17.04.–26.04. | el-Guna      | El Gouna International Squash Open 2019                    | $ 165.000 | Raneem El Weleily       |
| 22.04.–26.04. | Johannesburg | Johannesburg Open 2019                                     | $ 5.500   | Jasmine Hutton          |
| 23.04.–26.04. | Kuala Lumpur | SRAM PSA 2 2019                                            | $ 5.500   | Satomi Watanabe         |
| 23.04.–27.04. | Dublin       | Irish Squash Open 2019                                     | $ 18.000  | Nele Gilis              |
| 24.04.–27.04. | Chattanooga  | Bourbon Trail Event No.4 2019                              | $ 5.500   | Marina Stefanoni        |
| 29.04.–03.05. | Rondebosch   | Keith Grainger Memorial UCT Squash Open Championships 2019 | $ 5.500   | Jasmine Hutton          |

### Mai
| Datum         | Ort              | Turnier                             | Preisgeld | Siegerin         |
| ------------- | ---------------- | ----------------------------------- | --------- | ---------------- |
| 03.05.–06.05. | Brisbane         | Sandgate Squash MS Open 2019        | $ 5.500   | Jessica Turnbull |
| 09.05.–13.05. | Manchester       | Manchester Open 2019                | $ 76.000  | Joelle King      |
| 16.05.–18.05. | Road Town        | Harneys BVI Squash Open 2019        | $ 5.500   | Marina Stefanoni |
| 20.05.–26.05. | Hull             | Allam British Open 2019             | $ 177.000 | Nouran Gohar     |
| 23.05.–26.05. | Clermont-Ferrand | Open International des Volcans 2019 | $ 5.500   | Énora Villard    |
| 31.05.–03.06. | Kalgoorlie       | City of Kalgoorlie Golden Open 2019 | $ 5.500   | Vanessa Chu      |

### Juni
| Datum         | Ort              | Turnier                                      | Preisgeld | Siegerin          |
| ------------- | ---------------- | -------------------------------------------- | --------- | ----------------- |
| 05.06.–09.06. | Jerewan          | Grand Sport Armenian W5 Challenger III 2019  | $ 5.000   | Farida Mohamed    |
| 06.06.–09.06. | Palmerston North | Inspirenet International Squash Classic 2019 | $ 5.500   | Wen Li Lai        |
| 09.06.–14.06. | Kairo            | PSA World Tour Finals der Damen 2018/19      | $ 160.000 | Raneem El Weleily |

### Juli
| Datum         | Ort  | Turnier              | Preisgeld | Siegerin                |
| ------------- | ---- | -------------------- | --------- | ----------------------- |
| 03.07.–07.07. | Bega | Australian Open 2019 | $ 12.000  | Sivasangari Subramaniam |

## Turniersiegerinnen
| Platz | Spielerin               | Siege | WM | Finals | Platinum | Gold | Silver | Bronze | Ch 30 | Ch 20 | Ch 10 | Ch 5 |
| ----- | ----------------------- | ----- | -- | ------ | -------- | ---- | ------ | ------ | ----- | ----- | ----- | ---- |
| 1.    | Raneem El Weleily       | 6     |    | 1      | 2        | 3    |        |        |       |       |       |      |
| 2.    | Farida Mohamed          | 4     |    |        |          |      |        |        |       |       | 1     | 3    |
| 3.    | Lisa Aitken             | 3     |    |        |          |      |        |        |       |       | 1     | 2    |
| 3.    | Mélissa Alvès           | 3     |    |        |          |      |        |        |       |       |       | 3    |
| 3.    | Samantha Cornett        | 3     |    |        |          |      |        |        |       |       | 3     |      |
| 3.    | Marina Stefanoni        | 3     |    |        |          |      |        |        |       |       |       | 3    |
| 3.    | Low Wee Wern            | 3     |    |        |          |      |        |        |       |       | 1     | 2    |
| 8.    | Annie Au                | 2     |    |        |          |      |        | 1      | 1     |       |       |      |
| 8.    | Vanessa Chu             | 2     |    |        |          |      |        |        |       |       |       | 2    |
| 8.    | Hania El Hammamy        | 2     |    |        |          |      |        |        | 1     |       | 1     |      |
| 8.    | Nour El Sherbini        | 2     | 1  |        | 1        |      |        |        |       |       |       |      |
| 8.    | Nour El Tayeb           | 2     |    |        |          |      |        | 2      |       |       |       |      |
| 8.    | Nele Gilis              | 2     |    |        |          |      |        |        |       | 2     |       |      |
| 8.    | Jasmine Hutton          | 2     |    |        |          |      |        |        |       |       |       | 2    |
| 8.    | Joelle King             | 2     |    |        | 1        |      | 1      |        |       |       |       |      |
| 8.    | Reeham Sedky            | 2     |    |        |          |      |        |        |       | 1     | 1     |      |
| 8.    | Sivasangari Subramaniam | 2     |    |        |          |      |        |        |       | 1     | 1     |      |
| 18.   | Yathreb Adel            | 1     |    |        |          |      |        |        |       | 1     |       |      |
| 18.   | Kace Bartley            | 1     |    |        |          |      |        |        |       |       |       | 1    |
| 18.   | Olivia Blatchford Clyne | 1     |    |        |          |      |        |        |       | 1     |       |      |
| 18.   | Julianne Courtice       | 1     |    |        |          |      |        |        |       |       | 1     |      |
| 18.   | Rowan Elaraby           | 1     |    |        |          |      |        |        |       |       | 1     |      |
| 18.   | Olivia Fiechter         | 1     |    |        |          |      |        |        |       |       |       | 1    |
| 18.   | Nouran Gohar            | 1     |    |        | 1        |      |        |        |       |       |       |      |
| 18.   | Menna Hamed             | 1     |    |        |          |      |        |        |       |       |       | 1    |
| 18.   | Wen Li Lai              | 1     |    |        |          |      |        |        |       |       |       | 1    |
| 18.   | Laura Massaro           | 1     |    |        |          |      |        |        |       | 1     |       |      |
| 18.   | Zeina Mickawy           | 1     |    |        |          |      |        |        |       |       | 1     |      |
| 18.   | Fiona Moverley          | 1     |    |        |          |      |        |        |       |       | 1     |      |
| 18.   | Christine Nunn          | 1     |    |        |          |      |        |        |       |       |       | 1    |
| 18.   | Sarah-Jane Perry        | 1     |    |        |          |      | 1      |        |       |       |       |      |
| 18.   | Amanda Sobhy            | 1     |    |        |          |      |        | 1      |       |       |       |      |
| 18.   | Sabrina Sobhy           | 1     |    |        |          |      |        |        |       |       | 1     |      |
| 18.   | Lucy Turmel             | 1     |    |        |          |      |        |        |       |       | 1     |      |
| 18.   | Jessica Turnbull        | 1     |    |        |          |      |        |        |       |       |       | 1    |
| 18.   | Milou van der Heijden   | 1     |    |        |          |      |        |        |       |       | 1     |      |
| 18.   | Énora Villard           | 1     |    |        |          |      |        |        |       |       |       | 1    |
| 18.   | Satomi Watanabe         | 1     |    |        |          |      |        |        |       |       |       | 1    |
| 18.   | Emily Whitlock          | 1     |    |        |          |      |        |        |       | 1     |       |      |
| 18.   | Chan Yiwen              | 1     |    |        |          |      |        |        |       |       |       | 1    |

## Nationenwertung
| Platz | Nation             | Siege | WM | Finals | Platinum | Gold | Silver | Bronze | Ch 30 | Ch 20 | Ch 10 | Ch 5 |
| ----- | ------------------ | ----- | -- | ------ | -------- | ---- | ------ | ------ | ----- | ----- | ----- | ---- |
| 1.    | Ägypten            | 21    | 1  | 1      | 4        | 3    |        | 2      | 1     | 1     | 4     | 4    |
| 2.    | England            | 9     |    |        |          |      | 1      |        |       | 2     | 3     | 3    |
| 2.    | Vereinigte Staaten | 9     |    |        |          |      |        | 1      |       | 2     | 2     | 4    |
| 4.    | Malaysia           | 7     |    |        |          |      |        |        |       | 1     | 2     | 4    |
| 5.    | Frankreich         | 4     |    |        |          |      |        |        |       |       |       | 4    |
| 5.    | Hongkong           | 4     |    |        |          |      |        | 1      | 1     |       |       | 2    |
| 7.    | Kanada             | 3     |    |        |          |      |        |        |       |       | 3     |      |
| 7.    | Schottland         | 3     |    |        |          |      |        |        |       |       | 1     | 2    |
| 9.    | Australien         | 2     |    |        |          |      |        |        |       |       |       | 2    |
| 9.    | Belgien            | 2     |    |        |          |      |        |        |       | 2     |       |      |
| 9.    | Neuseeland         | 2     |    |        | 1        |      | 1      |        |       |       |       |      |
| 12.   | Japan              | 1     |    |        |          |      |        |        |       |       |       | 1    |
| 12.   | Niederlande        | 1     |    |        |          |      |        |        |       |       | 1     |      |